# AgustaWestland
AgustaWestland – włosko-brytyjskie przedsiębiorstwo projektujące i produkujące śmigłowce. Zostało utworzone w lipcu 2000 kiedy holdingi Leonardo S.p.A. (Włochy) i GKN plc (Wielka Brytania) zgodziły się połączyć swoje spółki zależne zajmujące się produkcją śmigłowców: Agusta i Westland Helicopters tworząc AgustaWestland z 50% udziałów każdego z holdingów.
26 maja 2004 brytyjski holding GKN potwierdził sprzedaż swoich udziałów swojemu partnerowi. AgustaWestland jest teraz w 100% własnością włoskiego holdingu Leonardo S.p.A. (dawniej Finmeccanica). W skład spółki wchodzą zakłady we Włoszech i Wielkiej Brytanii.
W 2005 roku spółka AgustaWestland otworzyła oddział w Filadelfii, po czym wygrała przetarg na budowę nowego śmigłowca prezydenckiego Marine One, przebijając ofertę amerykańskiego producenta śmigłowców – firmy Sikorsky Aircraft Corporation. Kontrakt anulowano w 2009 r., po znacznym przekroczeniu kosztów.
Od 2010 roku AW jest właścicielem polskiego producenta śmigłowców – PZL-Świdnik.

## Produkty
- AW101
  - VH-71 Kestrel – wariant VIP (śmigłowiec prezydencki) śmigłowca AW101 dla Marynarki Stanów Zjednoczonych (United States Marine Corps). Przy współpracy firm Lockheed Martin i Bell Helicopter. Anulowany w 2009.
- AW109S Grand
- AW139 (wcześniej AB139, 50% joint venture z Bell Helicopter, AW139 po wycofaniu Bella)
- AW149
- AW159 Wildcat
- AW169
- AW189
- Śmigłowce zaprojektowane wcześniej przez firmę Agusta:
  - A101G
  - A106
  - A109
  - A119 Koala
  - A129 Mangusta
- Śmigłowce zaprojektowane wcześniej przez firmę Westland:
  - Westland Lynx
- Przedsięwzięcia Joint venture:
  - NH90 (32% udziałów)
  - BA609 (rozpoczęty jako 50% joint venture z Bellem, obecnie 100% AW)
- Śmigłowce na licencjach innych firm:
  - AB412
  - Westland WAH-64 Apache wersja Boeing Apache AH64 dla Armii Brytyjskiej (produkcja rozpoczęta przez GKN-Westland)